# サブアーウィー・イブラーヒーム・ハサン
サブアーウィー・イブラーヒーム・ハサン・アッ＝ティクリーティー（Sab'āwī Ibrāhīm Hasan al-Tikrītī, 1947年 - 2013年7月8日）は、イラクのサッダーム・フセイン元大統領の異父弟。元大統領顧問。

## 略歴
1947年、ハサン・イブラーヒームの長男としてティクリート近郊のアウジャ村で生まれる。バルザーン・イブラーヒーム・ハサンとワトバーン・イブラーヒーム・ハサンは弟。
早くからサッダーム・フセイン（以下フセイン）と共にバアス党の運動に参加し、主に党のオルグ活動を行った。1968年のバアス党主導のクーデターにも参加した。1972年にティクリート県警察本部長代理に任命された。しかし、1983年には、フセインとの確執から弟たちと共に自宅軟禁を命じられた。数年後に解除され、1990年からは情報総局長官となった。
1990年、イラクがクウェートに侵攻して占領すると、同地で王族の宮殿や高級住宅街で略奪の限りを尽くした。
湾岸戦争が終わる直前にサブアーウィーは治安総局（Mudiriyat al-Amn al-Amma）長官となり、戦後に起こった南部シーア派住民に対する大量虐殺に関与したとされる。
治安総局長官時代のサブアーウィーは、副長官のイブラーヒーム・アッラーウィーと共に権力を盾にして、闇市での密輸取引や収賄、略奪、窃盗まで行っていた。一方で、イラクの国民に対しては、自らも手を染めているにもかかわらず、汚職を取り締まるとして、国連の経済制裁を受けてやむをえずに食料価格を値上げした商人や密輸などに関与した市民らを処刑するなどしていた。
1997年、この目に余る行為にフセインも動き出した。アッラーウィー副長官は逮捕され、裁判に掛けられた。裁判所で行われた証言により二人がクウェートで略奪の限りを尽くしていたことが、当時クウェートにいたイラク軍の将軍たちによって暴露された。サブアーウィーは証人として裁判所に出頭を命じられ、訴状を聞かされたが反論はしなかったという。

### 没落
1995年、サブアーウィーは治安総局長官を解任された。フセインの主治医であるアラ・バシール医師の証言によると、95年8月8日、サブアーウィーの弟ワトバーンは、甥であるウダイに銃撃された。元々、両者の仲は険悪であり、互いに敵視し合っていた。サブアーウィーとバルザーンは、ウダイを罰するようフセインに要求したが、受け入れられなかった。代わりにウダイがワトバーンに謝罪することで決着させることを提案した。ワトバーンとバルザーンは納得しなかったが、サブアーウィーがこの決定をいち早く受け入れた。サッダームと対立して長官の地位を奪われたくなかったのである。これ以降、決して良い関係とは言えなかった三兄弟の仲は、とくに酷くなったという。
ある日、サブアーウィーがバシール医師にバルザーンがワトバーンを、治療のためにスイスの病院に送る案があるのかと聞いてきた。サブアーウィーの罠に掛かることを恐れたバシールはこれを否定した。つまり、ワトバーンを外国の病院に送ることはフセインが絶対に許さないことであり、サブアーウィーは、「バルザーンとバシールがワトバーンをスイスの病院に送ろうとしている」と、讒言するつもりだったのである。
その二日後、フセインがワトバーンの見舞いに尋ねてきた。この時、同じ病室にはサブアーウィーもいた。するとフセインはサブアーウィーを見据えてバシール医師を賞賛する発言をしだした。賞賛は長々と続いたが、これはサブアーウィーに対する「ドクターには手を出すな」というフセインのジェスチャーである。こうして大統領が信頼する主治医を落としいれようとしたサブアーウィーは、95年に解任されたのである。
解任されたサブアーウィーは、大統領顧問に任命されるも政権中枢からは排除され、バグダード郊外の農園で酒と娼婦の堕落した隠居生活を細々と送った。

### 逃亡〜裁判
2003年4月にサッダーム・フセイン政権が崩壊した後は行方を眩まし、隣国シリアへの逃亡に成功した。しかし、2005年2月27日、同国北東部ハサカ県で、シリア治安当局によって他のバアス党幹部2人と共に拘束され、イラク当局に引き渡された。イラクの情報将校によれば、サブアーウィーは、シリアからヨルダンかレバノンに出国しようとして失敗し、引き返してきたところをシリア治安部隊に拘束されたとしている。　逮捕直後に発表された写真では、サブアーウィーは白髭を伸ばして変装していた。
その後、イラク特別法廷（現・イラク高等法廷）により「人道に対する罪」、「ジェノサイド罪」、「市民殺害」の容疑で訴追された。
2008年、1991年に起きた南部シーア派住民虐殺の容疑で起訴され、イラク高等法廷に被告として出廷。容疑については無罪を主張し、シーア派住民の蜂起は隣国イランが組織化したものだと述べた。
12月2日、イラク高等法廷はサブアーウィーに対して終身刑の判決を下した。
2009年3月11日、1992年にバグダードの食料販売商らが政府の価格統制を破ったとして彼らを処刑した事件で、イラク高等法廷はサブアーウィーに「計画殺人」と「人道に対する罪」で有罪とし、死刑の判決を言い渡した。裁判長が判決文を朗読中、サブアーウィーは立ち上がり『アッラーフ・アクバル、イラク万歳、占領者に死を。』『私はイラクの殉教者の一人、サッダーム・フセインの下に加わることを誇りに思う。』と叫んだ。
2013年7月8日、体調悪化により移送されていたバグダード市内の病院でガンのために死去した事が、イラク司法省より発表された
。

## 息子達
長男ヤーセル・サブアーウィーは、サッダーム政権崩壊後の2005年10月18日、ティクリートでサッダーム裁判への抗議デモで暴力行為を行うよう民衆を扇動し金を配っていたなどとして拘束された。　ヤーセル自身もシリアとの国境を行き来して、イラク国内の旧政権の残党勢力に対する支援や破壊活動などを行っていた。イラク国防省の発表によると、シリア国内に潜伏していたヤーセルをシリア治安当局がイラクに出国させ、ヤーセルの潜伏場所をイラク当局に通報したとし、シリア側の協力があったことを明らかにした。
次男オマル・サブアーウィーは、サッダーム・フセイン政権時代にイラク学生青年国民連盟（NUISY）会長と民兵組織「フェダーイーン・サッダーム」の指揮官を勤めていた。オマルは父親に似て粗野な性格で、すぐに拳銃の引き金を引くことで知られており、NUISY会長を連盟委員だったオマルが射殺したことがあった。原因はささいな意見の不一致だった。その事件はオマル側が賠償金の支払いを命じられただけで何のお咎めも無く、オマルが会長のポストについた。また、サッダームの主治医アラ・バシールの回想によれば、とある若者が顔を撃たれてバシールの病院に運び込まれた。若者の父親によると、オマルが息子の運転する車を追い越そうとしたが、息子は気づかずに道を通さなかったため、オマルは罵りながら車を降り、拳銃で息子を撃ったと話したという。
旧政権崩壊後は、イラク国外に逃亡し、イエメンを拠点にイラク北部・中部における旧政権残党らによるイラク治安部隊・駐留外国軍に対する攻撃を支援したとされる。2005年3月17日にイラク中央刑事裁判所から、同年12月28日に国際刑事警察機構から逮捕状が出されており、2006年にはイラク政府の最重要指名手配者リストに名前が掲載され、オマルに50000ドルの懸賞金が掛けられた。 また、イラク検察当局もイエメン政府に対し、同国内に潜伏していると見られるオマルの逮捕・引渡しを要請した。
三男のアイマン・サブアーウィーは、2005年5月初頭、旧政権残党の武装勢力に対する資金提供や武器調達をしていたとして、ティクリート北部でイラク治安部隊に逮捕された。同年9月19日には、イラク刑事裁判所により終身刑の判決が出されて服役していたが、2006年12月に看守の助けを借りてモスルの刑務所から脱獄し、現在も逃亡中。
四男のバッシャール・サブアーウィーは、旧政権支持派の武装勢力に資金提供をしていたとしてイラク政府に指名手配され、レバノン治安当局と国際刑事警察機構の協力の下、2006年5月にレバノンの首都ベイルートで逮捕された。
五男のイブラーヒーム・サブアーウィーは、兄アイマンと一緒に拘束されたが、2006年12月、アイマンと共に刑務所を脱獄。その後はバアス党の地下組織に加わり、イラク政府へのテロ活動を行っていたとみられる。
2015年5月、イスラーム国の支持者がSNS上で、イブラーヒームが自組織の構成員であり、バイージー郊外でイラク軍とシーア派民兵との戦いで「殉教」したと発表した。バアス党系のウェイブサイトもイブラーヒームが、「殉教者の船団に加わった」として戦闘中に死亡したことを認めた。イスラーム国の側は、イブラーヒームは完全にバアス党のイデオロギーを否認し、組織に忠誠を誓っていたと主張している。
また、2005年にはサブアーウィーの6人の息子たちに対して「テロ組織に資金提供を行っている」として各国に資産を凍結をするよう勧告が出された。

## 参考書籍
- 「裸の独裁者サダム 主治医回想録」 アラ・バシール　ラーシュ・スンナノー著　山下丈訳　ISBN 978-4-14-081006-4